# Kallinik z Heliopolis
Kallinik z Heliopolis (gr. Καλλίνικος την Ηλιούπολη) – grecki architekt i wynalazca żyjący w VII wieku.
Kallinik pochodził z syryjskiego Heliopolis (ob. Baalbek w Libanie). Niewiele wiadomo o jego życiu, prawdopodobnie w latach 60. lub 70. uciekł z opanowanej przez Arabów Syrii do Konstantynopola.
Jest mu przypisywane wynalezienie tzw. ognia greckiego w 670 roku. Była to łatwopalna ciecz, którą rozpylano na okręty wroga. Ogień grecki po raz pierwszy użyty został w pod Kyzikos przeciw flocie Arabów.